# Mario Maino
Mario Maino (* 8. Oktober 1940 in Villaverla) ist ein ehemaliger italienischer Radrennfahrer und Weltmeister, sowie nationaler Meister im Radsport.

## Sportliche Laufbahn
1962 gewann er den Titel im Mannschaftszeitfahren bei den UCI-Straßen-Weltmeisterschaften gemeinsam mit Danilo Grassi, Dino Zandegu und Antonio Tagliani.  Bei der Tour de l’Avenir im selben Jahr konnte er Zweiter werden. Ein Jahr später gewann er bei der Weltmeisterschaft die Silbermedaille, ebenfalls im Mannschaftszeitfahren. In dieser Disziplin wurde er 1963 auch italienischer Meister. Nach dem Saisonende 1963 wurde er Berufsfahrer und fuhr bis 1967 bei verschiedenen italienischen Teams, jedoch ohne einen Sieg zu erringen.